# Alypia
Alypia là một chi bướm đêm thuộc họ Noctuidae.

## Các loài
- Alypia australis Schaus, 1920
- Alypia langtoni Couper, 1865
- Alypia lulesa Köhler, 1940
- Alypia mariposa Grote & Robinson, 1868
- Alypia octomaculata (Fabricius, 1775)
- Alypia ridingsii Grote, 1864
- Alypia wittfeldii H. Edwards, 1883